# Mortes em maio de 2016
Mortes em 2016: ← Janeiro – Fevereiro – Março – Abril – Maio – Junho – Julho – Agosto – Setembro – Outubro – Novembro – Dezembro →
Esta é uma relação de pessoas notáveis que morreram durante o mês de maio de 2016, listando nome, nacionalidade, ocupação e ano de nascimento.

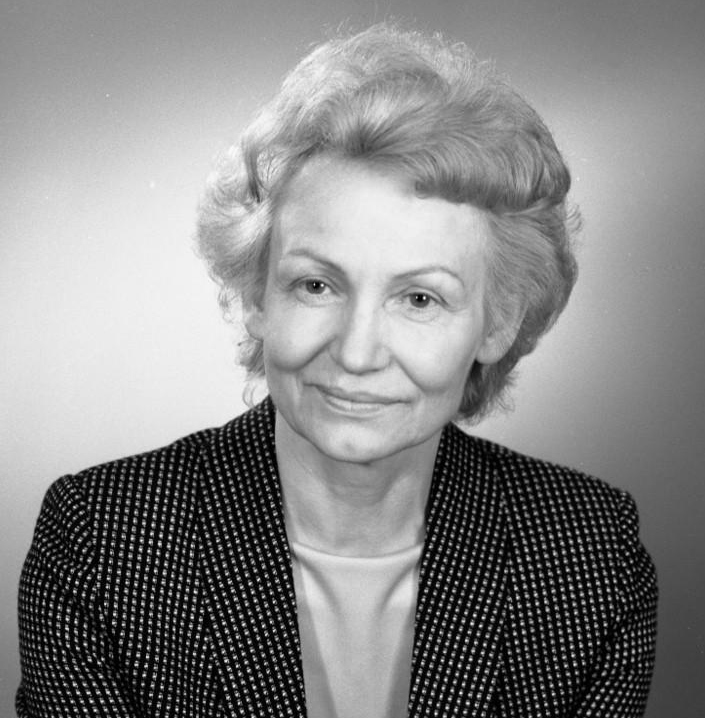
Margot Honecker, política alemã.

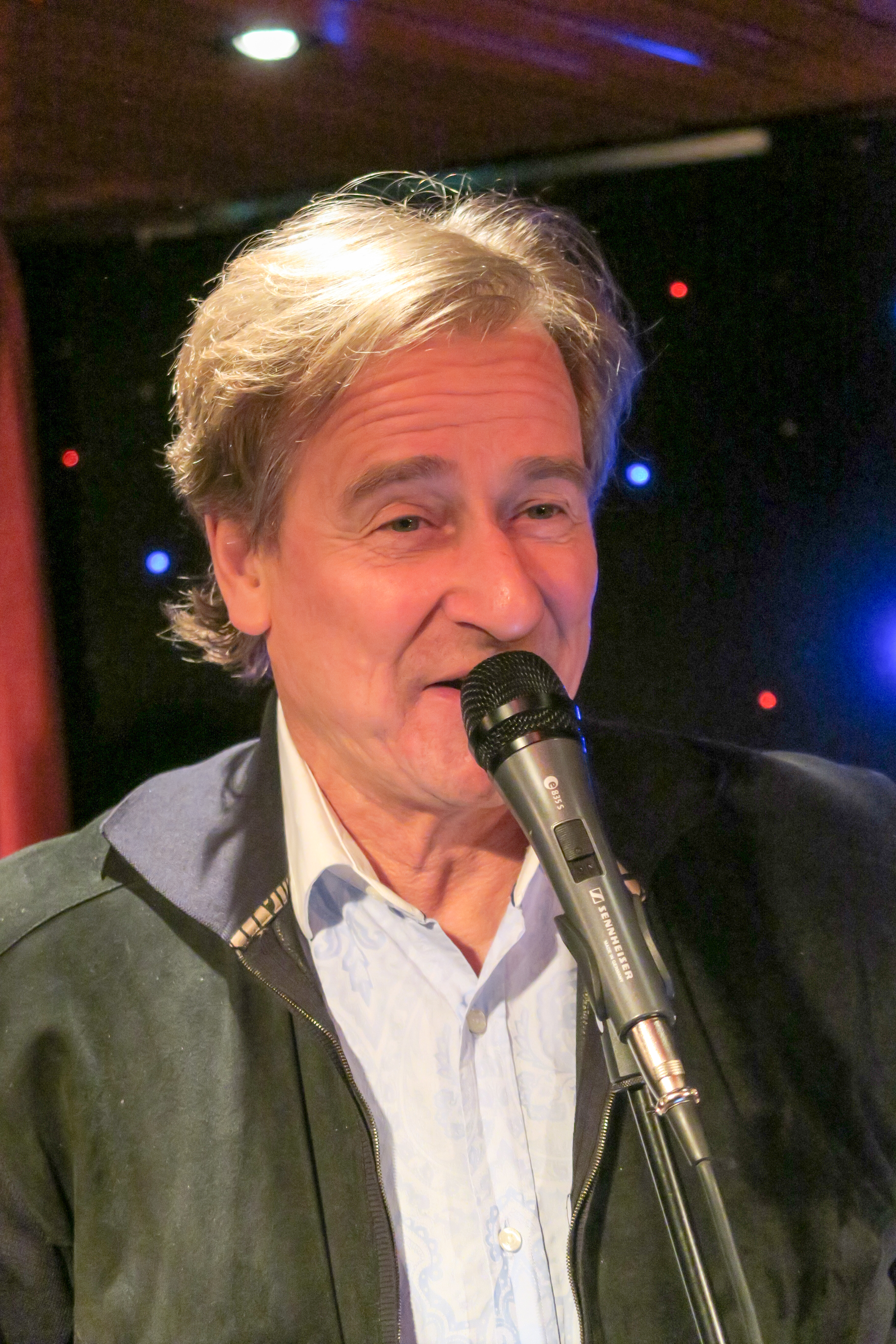
Riki Sorsa, cantor finlandês.

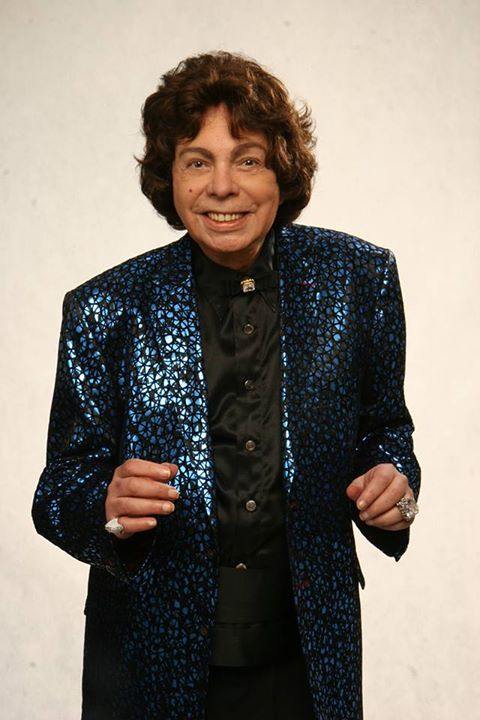
Cauby Peixoto, cantor brasileiro.

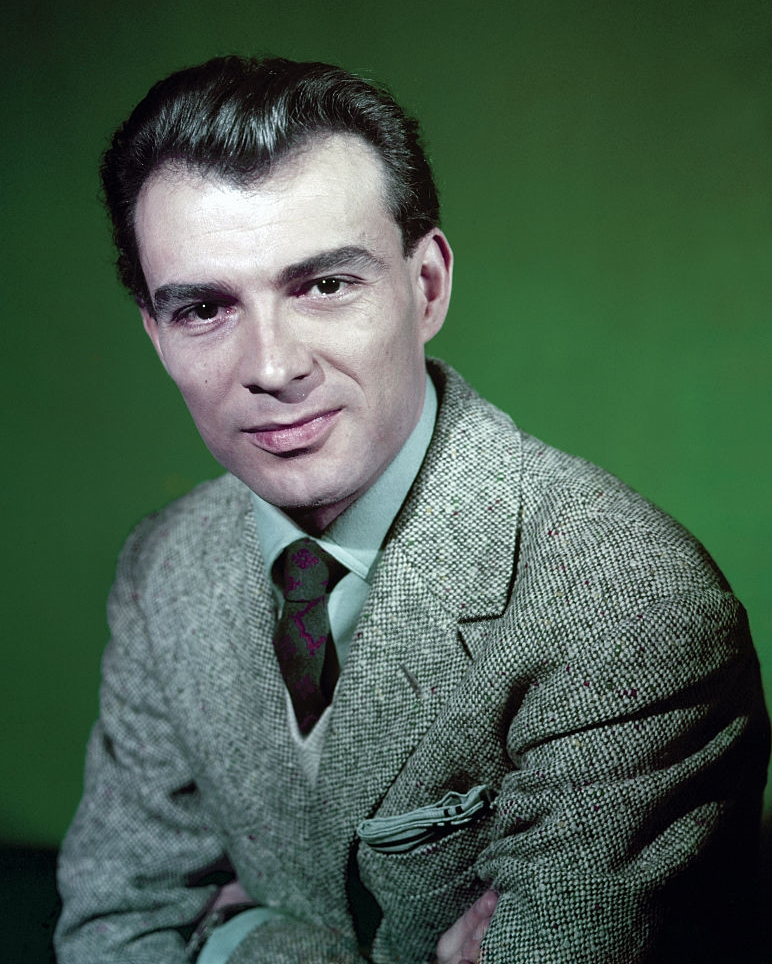
Giorgio Albertazzi, ator e diretor italiano.

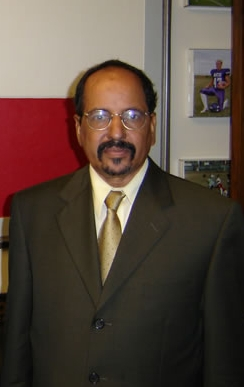
Mohamed Abdelaziz, Presidente do Saara Ocidental

| Dia | Nome                      | Profissão ou motivo de reconhecimento | Nacionalidade             | Ano de nasc. | Ref           |
| --- | ------------------------- | ------------------------------------- | ------------------------- | ------------ | ------------- |
| 1   | Jean-Marie Girault        | Prefeito e senador da França          | França                    | 1926         | [ 1 ]         |
| 2   | Querubim Lapa             | Escultor, ceramista e gravador        | Portugal                  | 1925         | [ 2 ] [ 3 ]   |
| 3   | Teixeira Heizer           | Jornalista e comentarista esportivo   | Brasil                    | 1932         | [ 4 ]         |
| 4   | Jean-Baptiste Bagaza      | Ex-presidente                         | Burundi                   | 1946         | [ 5 ] [ 6 ]   |
| 4   | Paulo Paraty              | Árbitro de futebol                    | Portugal                  | 1962         | [ 7 ]         |
| 5   | João José Bigarella       | Geólogo e ambientalista               | Brasil                    | 1923         | [ 8 ]         |
| 6   | Margot Honecker           | Política                              | Alemanha                  | 1927         | [ 9 ]         |
| 6   | Larry Pinto de Faria      | Futebolista e político                | Brasil                    | 1932         | [ 10 ]        |
| 6   | Miguel Rosenberg          | Ator e dublador                       | Brasil                    | 1926         | [ 11 ]        |
| 6   | Patrick Ekeng-Ekeng       | Futebolista                           | Camarões                  | 1990         | [ 12 ]        |
| 7   | José Roberto Marques      | Futebolista                           | Brasil                    | 1945         | [ 13 ]        |
| 7   | Tânia Cançado             | Pianista                              | Brasil                    | 1949         | [ 14 ]        |
| 8   | Tom Mike Apostol          | Matemático                            | Estados Unidos            | 1923         | [ 15 ]        |
| 8   | Nick Lashaway             | Ator                                  | Estados Unidos            | 1988         | [ 16 ]        |
| 9   | Riki Sorsa                | Cantor                                | Finlândia                 | 1952         | [ 17 ]        |
| 9   | João Palma                | Baterista                             | Brasil                    | 1943         | [ 18 ]        |
| 10  | Thomas Luckmann           | Professor                             | Alemanha                  | 1927         | [ 19 ]        |
| 11  | Michael Ratner            | Advogado                              | Estados Unidos            | 1943         | [ 20 ]        |
| 12  | Susannah Mushatt Jones    | Supercentenária                       | Estados Unidos            | 1899         | [ 21 ]        |
| 13  | Albert Kekai              | Surfista                              | Estados Unidos            | 1920         | [ 22 ]        |
| 14  | Darwyn Cooke              | Quadrinista                           | Canadá                    | 1962         | [ 23 ]        |
| 15  | Cauby Peixoto             | Cantor                                | Brasil                    | 1931         | [ 24 ]        |
| 15  | André Brahic              | Astrofísico                           | França                    | 1942         | [ 25 ]        |
| 15  | Michael Roberds           | Ator                                  | Canadá                    | 1964         | [ 26 ]        |
| 16  | Romaldo Giurgola          | Arquiteto                             | Estados Unidos/ Austrália | 1920         | [ 27 ]        |
| 17  | Guy Clark                 | Músico                                | Estados Unidos            | 1941         | [ 28 ]        |
| 17  | Paulo Emílio              | Treinador de futebol                  | Brasil                    | 1936         | [ 29 ]        |
| 18  | Fritz Stern               | Historiador                           | Alemanha/ Estados Unidos  | 1926         | [ 30 ]        |
| 18  | Boris Schnaiderman        | Escritor e tradutor                   | Ucrânia/ Brasil           | 1917         | [ 31 ]        |
| 18  | Ian Watkin                | Ator                                  | Nova Zelândia             | 1940         | [ 32 ]        |
| 18  | Lino Toffolo              | Ator e autor                          | Itália                    | 1934         | [ 33 ]        |
| 19  | Alan Young                | Ator e dublador                       | Reino Unido               | 1919         | [ 34 ]        |
| 21  | Nick Menza                | Ex-baterista do Megadeth              | Alemanha                  | 1964         | [ 35 ]        |
| 21  | Eddie Keizan              | Automobilista                         | África do Sul             | 1944         | [ 36 ] [ 37 ] |
| 22  | Leonorilda Ochoa          | Atriz e comediante                    | México                    | 1937         | [ 38 ]        |
| 24  | Arnaldo Malheiros Filho   | Advogado                              | Brasil                    | 1950         | [ 39 ] [ 40 ] |
| 25  | Gyula Kosice              | Escultor, artista plástico e poeta    | Eslováquia/ Argentina     | 1924         | [ 41 ]        |
| 26  | Loris Francesco Capovilla | Cardeal-presbítero católico           | Itália                    | 1915         | [ 42 ]        |
| 26  | Papete                    | Cantor, compositor e percussionista   | Brasil                    | 1947         | [ 43 ]        |
| 26  | Mario Amato               | Empresário                            | Brasil                    | 1918         | [ 44 ]        |
| 27  | Jean-Claude Decaux        | Empresário                            | França                    | 1937         | [ 45 ]        |
| 28  | Giorgio Albertazzi        | Ator, diretor e roteirista            | Itália                    | 1923         | [ 46 ]        |
| 29  | Mário Sérgio Ferreira     | Vocalista do Fundo de Quintal         | Brasil                    | 1958         | [ 47 ]        |
| 30  | Gérson Bergher            | Político                              | Brasil                    | 1925         | [ 48 ]        |
| 30  | Júlio de Queiroz          | Escritor                              | Brasil                    | 1926         | [ 49 ]        |
| 31  | Antonio Imbert Barrera    | Ex-presidente                         | República Dominicana      | 1920         | [ 50 ]        |
| 31  | Mohamed Abdelaziz         | 3° presidente de seu país             | Saara Ocidental           | 1947         | [ 51 ]        |
| 31  | Ivan Cândido              | Ator                                  | Brasil                    | 1931         | [ 52 ]        |